# Liste de récits de rescapés de la Shoah
Cet article recense les témoignages des survivants et des témoins rédigés après la Shoah. Pour les témoignages rédigés directement dans les ghettos et dans les camps, consultez l'article : Liste de témoignages et journaux intimes écrits pendant la Shoah. Les ouvrages sont cités par l'ordre alphabétique de leurs auteurs.

## Témoignages

### Collectif
- Mémoires de la Shoah, Photographies et témoignages, Le Chêne, 2005
- Je vous écris du Vel'd'Hiv : Les lettres retrouvées, Robert Laffont, 2011
- Jean-Pierre Guéno, Paroles d'étoiles, Librio, 2012
- Annette Kahn (ed.), Personne ne voudra nous croire, Paris, éditions Payot, coll. « Bibliothèque scientifique », 1991, 178 p. (ISBN 978-2-228-88355-9)
- Catherine Coquio et Aurélia Kalisky, L'enfant et le génocide, Paris, Robert Laffont, 2007
- Ilya Ehrenbourg (éd.) et Vassili Grossman (éd.), Le livre noir. Textes et témoignages, Solin/Actes Sud, 1997, 1129 p. (ISBN 978-2-330-13006-0)
- Marek Halter (éd.), Les révoltés de la Shoah, témoignages et récits, Paris, Omnibus, 2010, 1280 p. (ISBN 978-2-258-08340-0)

### A
- Louise Alcan, Sans armes et sans bagages, Les Imprimés d'art, 1947
- Jacob Alsztejn, Sortie de silence. Un Juif polonais dans la spirale de mort nazie, Le Manuscrit, coll. « Témoignages de la Shoah », 2014
- Jean Améry, Par-delà le crime et le châtiment : Essai pour surmonter l'insurmontable, Actes Sud, coll. « Lettres allemandes », 1999
- Paulette Angel Rosenberg, Le Tournesol, Génève, 2004
- Alicia Appleman-Jurman, L'histoire de ma vie, Presses de la Renaissance, 1989
- Inge Auerbacher, Je suis une étoile : une enfant de l’holocauste, Seuil, 1989

### B
- (de) Werner Barasch, Autobiographische Skizze der Jahre 1938 bis 1946, Taschenbuch, 2001
- Janina Bauman, Derrière ces murs; comment j'ai survécu au ghetto de Varsovie, Jacqueline Chambon, 2007
- (en) Marion Baumann-Parkurst, Searching Survivor and the Answer I Found, Genieholdings.com, 2007
- David Benbassat, Je reviens de Bergen-Belsen, Gözlem, 1992
- Jean-Jacques Bernard, Le camp de la mort lente, Le Manuscrit, 2006
- Joseph Bialot, C'est en hiver que les jours rallongent, Seuil, 2002
- Suzanne Birnbaum, Une Française juive est revenue, Le Livre français, 1945
- Trudi Birger, La rage de survivre, Denöel, 1998
- Adina Blady-Szwajger, Je ne me souviens de rien d'autre, Calmann-Lévy, 1990
- (en) Thomas Blatt, Sobibor : The Forgotten Revolt : A Survivor's Report, 1977
- Henri Borlant, Merci d'avoir survécu, Seuil, 2011
- Michael Bornstein et Debbie Bornstein Holinstat, J'étais cet enfant : L'histoire vraie d'un jeune survivant à Auschwitz, Gallimard Jeunesse, 2018
- Sam Braun, Personne ne m'aurait cru, alors je me suis tu, Albin Michel, 2008
- Henry Bulawko, Les jeux de la mort et de l’espoir ; Auschwitz, cinquante ans après, Montorgueil, 1993
- Claudine Burinovici-Herbomel, Une enfance traquée, L'improviste, 2001
- Élie Buzyn, J'avais 15 ans : Vivre, survivre, revivre, Alisio, 2018

### C
- Larissa Cain :       
  - Une Enfance au ghetto de Varsovie, L'Harmattan, 1997
  - J'étais enfant dans le ghetto de Varsovie, L'Harmattan, 2007
- Isabelle Choko : 
  - Mes deux vies, éditions Caractères, 2005
  - La Jeune Fille aux yeux bleus, Le Manuscrit / FMS, 2014
- Maurice Cling :
  - Vous qui entrez ici... Un enfant à Auschwitz, Graphein et FNDIRP, 1999
  - Yannis Thanassekos (préface), Un enfant à Auschwitz, éditions de l'Atelier, 2008

### D
- Lise Delbès-Lyon, Ma déportation, Auschwitz-Birkenau-Hohenelbe, La Cause des Livres, 2006
- Charlotte Delbo, Auschwitz et après, 1965.
- Inge Deutschkron, Je veux vivre, juive à Berlin, 33-45, Le Centurion, 1984

### E
- Lily Ebert : Lily's Promise: How I Survived Auschwitz and Found the Strength to Live, MacMillan, 2021
- Marek Edelman :
  - Mémoires du ghetto de Varsovie, Liana Levi, 2002
  - Hanna Krall, Prendre le bon Dieu de vitesse, Gallimard, 2005
- Jack Eisner, La guerre des enfants (le survivant), Stock, 1981
- Odette Elina, Sans fleurs ni couronnes, éditions J.-F. Boulet, 1947avec 12 dessins originaux de l'auteur
- Denise Epstein, Survivre et vivre, La fille d'Irène Némirovsky témoigne : entretiens avec Clémence Boulouque, Denöel, 2004
- Raphaël Esrail, L'espérance d'un baiser, Robert Laffont, 2017

### F
- David Faber (en), (en) David Faber et James D. Kitchen, Because of Romek : a Holocaust survivor's memoir, Granite Hills Press, 1997
- Odette Fabius, Un Lever de soleil sur le Mecklembourg : Mémoires, Albin Michel, 1992
- Alter Fajnzylberg, Les cahiers d'Alter Fajnzylberg, ce que j'ai vu d'Auschwitz, Des Rosiers, 2016
- Fania Fenelon, Sursis pour l’orchestre, témoignage recueilli par Marcelle Routier, Stock, 1976
- Robert Francès et Léon Poliakov (préface), Un déporté brise son silence, L'Harmattan, 1997
- Abraham Fridman, Je n'ai rien oublié, éd. Les Quatre roses, 2007
- Saul Friedländer, Quand vient le souvenir, Seuil, 1998
- (en) Roman Frister (en) (trad. Hillel Halkin), The cap : or the price of a life, Londres, Weidenfeld & Nicolson, 1999

### G
- Moshé Garbarz, Un survivant Auschwitz-Birkenau, 1942-1945, Ramsay, 2006
- Paul Ghez (he), Six mois sous la botte, Le Manuscrit,‎ 2020
- (en) Richard Glazar, Trap with a green fence, Northwestern University Press, 1995
- (de) Kurt Julius Goldstein (en), Wir sind die letzten, fragt uns, Friedrich-Martin Balzer |, 1999
- Madeleine Goldstein, On se retrouvera, l'amour au-delà de l'enfer, L'Archipel, 2006
- Henri Gourarier, Descelle mes lèvres, édition préau des collines, 2006
- Martin Gray, Au nom de tous les miens, Robert Laffont, 1971
- Ida Grinspan et Bertrand Poirot-Delpech (éd.), J’ai pas pleuré, Pocket, 2003
- Simon Gronowski, Simon, l'enfant du 20e convoi, L. Pire, 2002
- Simha Guterman, Le Livre retrouvé, Plon, 1991

### H
- Nadine Heftler, Si tu t'en sors, La Découverte, 1992
- (en) Fanya Heller, Love in a World of Sorrow : A Teenage Girl's Holocaust Memoirs, Devora Publishing Company, 2005
- (en) Arek Hersh (en), A Detail of History, Quill Press, 1995
- Bertrand Herz :
  - Le pull-over de Buchenwald : J'avais 14 ans dans les camps de la mort, éditions Tallandier, 2015
  - (de) Der Tod war überall, Eckhaus Verlag, 2016
- Laura Hillman, Un lilas pour toi, Bayard Jeunesse, 2008
- Thierry Hochberg, Paris-Auchshwitz-Paris : chronique d’une jeunesse volée, Edisud, 1993
- (en) Eugene Hollander, From the Hell of the Holocaust : A Survivor's Story, KTAV Publishing House, Inc., 2000
- Denise Holstein, Je ne vous oublierai jamais, mes enfants d'Auschwitz..., éditions n°1, 1995
- Magda Hollander-Lafon, Quatre petits bouts de pain, Albin Michel, 2012

### J
- Violette Jacquet-Silberstein, Yves Pinguilly (éd.) et Marcelino Truong (dessin), Les sanglots longs des violons de la mort, l’histoire de Violette Jacquet-Silberstein déportée à Auschwitz-Birkenau, Oskar Jeunesse, 2007
- Marie Jalowicz-Simon (en), Clandestine, Flammarion, 2015
- Rachel Jedinak, Nous étions seulement des enfants[1], 2018

### K
- René S. Kapel, Un rabbin dans la tourmente (1940-1944), Dans les camps d'internement et au sein de l'organisation Juive de Combat, édition du Centre, 1985
- (yi) Shmerke Kaczerginski, Khurbn vilne, Cyco, 1947
- Ka-Tzetnik 135633, Les visions d'un rescapé, Hachette Littérature, 1990
- Sylvain Kaufmann et Robert Badinter (préface), Le livre de la mémoire, au delà de l'enfer, Jean-Claude Lattès, 1992
- Sim Kessel, Pendu à Auschwitz, Pocket, 1974, réedition de Pendu à Auschwitz en 2024 chez Les Éditions du Crieur Public, Hambourg; Gehängt in Auschwitz, Les Éditions du Crieur Public, Hambourg, 2019; Ahorcado en Auschwitz Les Éditions du Crieur Public, Hambourg 2024.
- Imre Kertész, Être sans destin, Actes Sud, 1998
- Henri Kichka, Une adolescence perdue dans la nuit des camps, éd. Luc Pire / Les Territoires de la mémoire, 2005
- (en) Gerda Klein (en), All But My Life, Hill & Wang, 1957
- Noah Klieger, La Boxe ou la vie : récits d'un rescapé d'Auschwitz, éditions Elkana, 2008
- Ruth Klüger, Refus de témoigner, Viviane Hamy, 1997
- Sarah Kofman, Rue Ordener, rue Labat, Galillée, 1993
- Guy Kohen, Retour d'Auschwitz, souvenirs du déporté 174949, Brodard et Taupin, 1945
- Ginette Kolinka avec Marion Ruggieri, Retour à Birkenau, Grasset, 2019
- (en) Abba Kovner, "The Mission of the Survivors", The Catastrophe of European Jewry, Ktav Publishing House, 1977
- Anatol Krakowski, Le Ghetto dans la forêt, Résistance - Liberté : Mémoire, éditions du Félin, 2002

### L
- Simon Laks, Musiques d’un autre monde, Mercure de France, 1948réédité sous le titre Mélodies d'Auschwitz, Le Cerf, 1991

- Olga Lengyel, Souvenirs de l'au-delà, éditions du Bateau ivre, 1946

- Primo Levi, Si c'est un homme, Pocket, 1947
- Liliane Levy-Osbert, Jeunesse vers l’abîme, EDI, 1992
- Leon Leyson, L'enfant de Schindler, Pocket Jeunesse, 2016
- Pelagia Lewinska, Vingt mois à Auschwitz, éditions Nagel, 1945
- Roma Ligocka, La petite fille aux manteau rouge, Calmann-Lévy, 2005
- Marceline Loridan-Ivens et Judith Perrignon (éd.), Et tu n’es pas revenu, Grasset, 2015

### M
- Alex Mayer, Auschwitz, le 16 mars 1945, Le Manuscrit, 2004
- Françoise Maous, Coma Auschwitz no 5553, Le comptoir édition, 1996
- Alina Margolis-Edelman, Je ne le répéterai pas, je ne veux pas le répéter, Autrement, 1997
- Jacqueline Mesnil-Amar, Ceux qui ne dormaient pas, éditions de Minuit, 1957
- (en) Frida Michelson, I survived Rumbuli, New York, Holocaust Library, 1979 ; publié à l'origine en russe, en 1973, en Israël.
- Serge Miller, Le Laminoir, Calmann-Lévy, 1947
- Liana Millu, La Fumée de Birkenau, Le Cerf, 1993
- Jean-Claude Moscovici, Voyage à Pitchipoï, L'École des loisirs, 1995
- (en) Eva Mozes Kor, Surviving the Angel of Death : The Story of a Mengele Twin in Auschwitz, Tanglewood Press, 2000
- Annette Muller, La petite fille du Vel' d'Hiv, Denöel, 1991
- Filip Müller, Trois ans dans une chambre à gaz d’Auschwitz, Pygmalion, 1997

### N
- Miklos Nyiszli, Médecin à Auschwitz, Julliard, 1973

### O
- Saul Oren-Hornfeld, Comme un feu brûlant, L'Harmattan, 1999

### P
- Roger Perelman, Une vie de juif sans importance, Robert Laffont, 2008
- Samuel Pisar, Le sang de l’espoir, Robert Laffont, 1980
- Sam Pivnik, Rescapé, Fleuve éditions, 2013

### R
- Benjamin Rapoport, Ma vie et mes camps, L'Harmattan, 2002
- Odette Rosenstock, Terre de détresse : Birkenau, Bergen-Belsen, L'Harmattan, 1995
- Nicolas Roth, Avoir 16 ans à Auschwitz. Mémoire d'un juif hongrois, Le Manuscrit, 2011

### S
- Jacques Samuel :
  - Journal 1939-1945. Une famille juive alsacienne durant la Seconde Guerre mondiale, Le Manuscrit / FMS, 2014
  - De Drancy à Bergen-Belsen, 1944-1945. Souvenirs rassemblés d'un enfant déporté, Le Manuscrit / FMS, 2006
- Jean Samuel, Il m'appelait Pikolo, un compagnon de Primo Levi raconte, Robert Laffont, 2007
- Charlotte Schapira, Il faudra que je me souvienne : la déportation des enfants de l’Union Générale des Israélites de France, L'Harmattan, 1994
- Hillel Seidman, Du fond de l'abîme, Plon, 1998
- Élisabeth Sentuc, C'est ainsi que je me souviens : Huedin, Budapest, Cluj, Birkenau, Görlitz, La Teste-de-Buch, Le Manuscrit, 2019
- Paul Sobol, Je me souviens d’Auschwitz… De l’étoile de shérif à la croix de vie, éditions Racine, 2010
- (en) Mike Staner (en), Ties of Blood. Story of Mike Staner as told to Victoria Steele, Sofer, 1999
- Paul Steinberg, Chroniques d'ailleurs, Ramsay, 2000
- Manny Steinberg, Souvenirs d'un survivant de la Shoah, Amsterdam Publishers, 2017
- Mordekhai Strigler, Maidanek, Lumières consumées, éditions Honoré Champion, 1998
- Jacques Strouma, Tu choisiras la Vie, violoniste à Auschwitz, Le Cerf, 1997
- Wladyslaw Szpilman, Le pianiste, L'extraordinaire destin d'un musicien juif dans le ghetto de Varsovie, 1939-1945, Robert Laffont, 2001

### T
- Olga Tarcali, Retour à Erfurt 1935-1945, Récit d’une jeunesse éclatée, L'Harmattan, 2001
- Jo Testyler, Les enfants de Slawkow, une jeunesse dans les camps nazis, Albin Michel, 1992
- Denise Toros-Marter J'avais seize ans à Pitchipoï, Le Manuscrit, 2008
- Jonas Turkow :
  - C'était ainsi, 1939-1943, la vie dans le ghetto de Varsovie, Austral, 1995
  - La Lutte pour la vie, éditions Honoré Champion, 2005

### U
- Julien Unger, Le Sang et l’Or, Gallimard, 1946

### V
- Sima Vaisman, Parmi les cris, un chant s’élève..., Michel Lafon, 2002
- Simone Veil, Une vie, Stock, 2007
- Shlomo Venezia et Béatrice Prasquier (éd.), Sonderkommando : Dans l'enfer des chambres à gaz, Albin Michel, 2007
- Ernest Vinurel et Daniel Simon, Rive de cendre, L'Harmattan, 2003
- (de) Erna de Vries, Der Auftrag meiner Mutter : Eine Überlebende der Shoah erzählt, Metropol Verlag, 2011
- Rudolf Vrba, Je me suis évadé d'Auschwitz, J'ai Lu, 2004

### W
- Robert Waitz, Témoignages strasbourgeois, De l'université aux camps de concentration, Les Belles Lettres, 1947
- Jo Wajsblat et Gilles Lambert (éd.), Le témoin imprévu, éditions Florent Massot, 2002
- Joseph Weismann, Après la rafle, Michel Lafon, 2011
- Georges Wellers, De Drancy à Auschwitz, éditions du Centre, 1946
- Léon Wells, Pour que la terre se souvienne, Albin Michel, 1962
- Adam Wexler et Chantal Duris-Massa (éd.), J'étais cet enfant juif polonais, 1930-1945, L'Harmattan, 2004
- Elie Wiesel :
  - La Nuit, Les éditions de Minuit, 1958
  - Tous les fleuves vont à la mer, Le Seuil, 1994
- Maurice Wolf, Stephane Wolf (éd.) et Patrick Rotman, Es Brennt : Un combattant dans la tourmente, L'Harmattan, 2006

### Z
- Annette Zaidman, Mémoires d’une enfance volée (1938-1948), Ramsay, 2002

### Le témoignage des bourreaux
- Rudolf Höss, Le commandant d'Auschwitz parle, La Découverte, 2004Höss a écrit ce livre en attendant son exécution en 1947.
- Gitta Sereny, Au fond des ténèbres, Denoël, 2007Entretien avec Franz Stangl, ancien commandant des camps d’extermination de Sobidor et Treblinka en Pologne.